# PM-810
La PM-810 es una carretera local situada en la isla de Ibiza, una de las Baleares, en España. Une el municipio de Santa Eulalia del Río a la altura de la C-733 con la localidad de Sant Vicent de sa Cala, donde enlaza con la PM-811. Tiene una longitud total de 19,5 kilómetros.

## Conexiones
| Carretera con la que enlaza | Término municipal     |
| --------------------------- | --------------------- |
| C-733                       | Santa Eulalia del Río |
| PMV-810-1                   | Santa Eulalia del Río |
| PM-811                      | San Juan Bautista     |